# Даргун (Германия)
Даргун (нем. Dargun) — город в Германии, в земле Мекленбург-Передняя Померания.
Входит в состав района Мекленбургское Поозёрье. Население составляет 4621 человек (на 31 декабря 2010 года). Занимает площадь 117,15 км². Официальный код — 13 0 52 017.
Город подразделяется на 19 городских районов.

## Достопримечательности

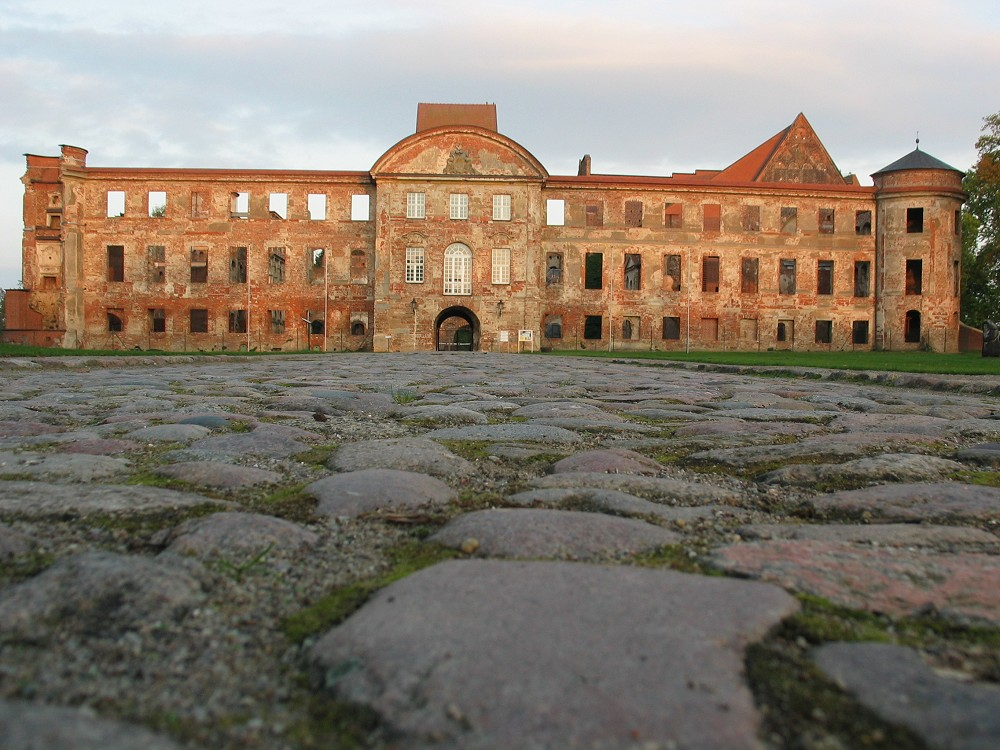
Даргунский замок

В городе расположен Даргунский замок, перестроенный из древнего цистерцианского аббатства.